# مقاطعة ليمريك
مقاطعة ليمريك هي إحدى مقاطعات أيرلندا الستة والعشرين.

## أعلام
- دان أهيرن
- كاثرين كين
- توم أودونيل
- دان نيفيل
- جون فلانغان

## روابط إضافية
- Limerick's Official Tourist Website
- Limerick County Council
- Map of Limerick
- Limerick GAA Website نسخة محفوظة 9 يناير 2008 على موقع واي باك مشين.
- Worthies of Thomond by Robert Herbert- biographical profiles of notable Limerick & Clare people
- Ferrar's History of Limerick
- THE SÉAMUS Ó CEALLAIGH COLLECTION - Limerick sports history and Gaelic Games